# Koppardalen

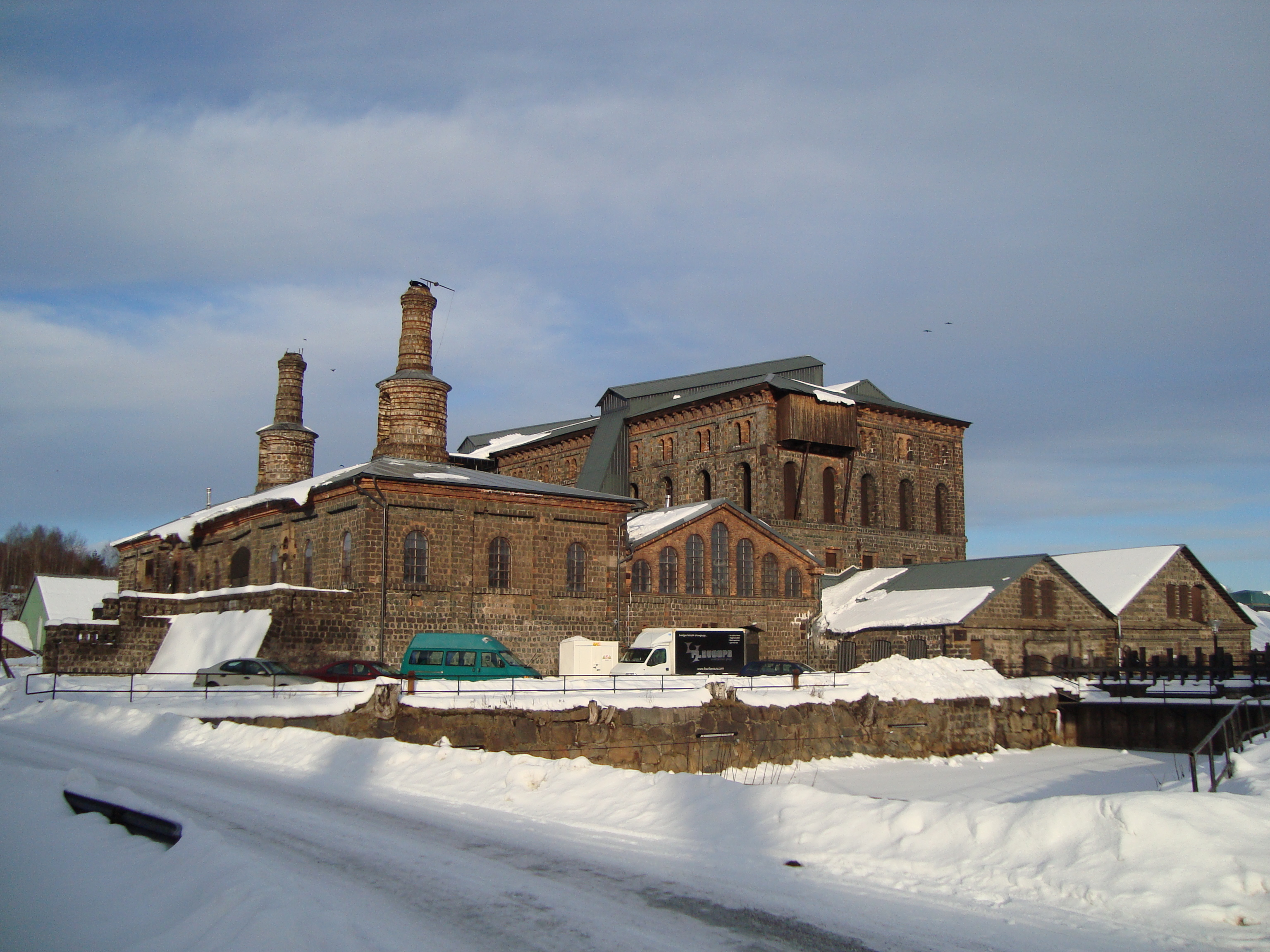
Hyttan i Koppardalen, numera museet och konsthallen "Verket".

Koppardalen är ett område i Avesta, vid södra stranden av Dalälven, Avesta kommun, Dalarna.
Koppardalen ligger intill Storforsen, strax norr om stadskärnan. Det är ett gammalt industriområde vars nuvarande namn tillkom 1987 genom en tävling som vanns av Mikael Tillenius och var arrangerad av det kommunalägda utvecklingsbolaget Avesta Industristad AB. Namnet syftar på det kopparverk som fanns på platsen från 1600-talet till mitten av 1800-talet. Från och med 1870-talet etablerades Avesta Jernverk (nuvarande Outokumpu) på området. Ståltillverkningen flyttade under andra halvan av 1900-talet till ett nytt industriområde sydöst om Avesta. I Koppardalen ligger numera bland annat Verket, som är ett prisbelönt interaktivt industrimuseum och konsthall inrymt i den restaurerade hyttan. Outukumpu har kvar viss forsknings- och utvecklingsverksamhet i Koppardalen.

## Historik

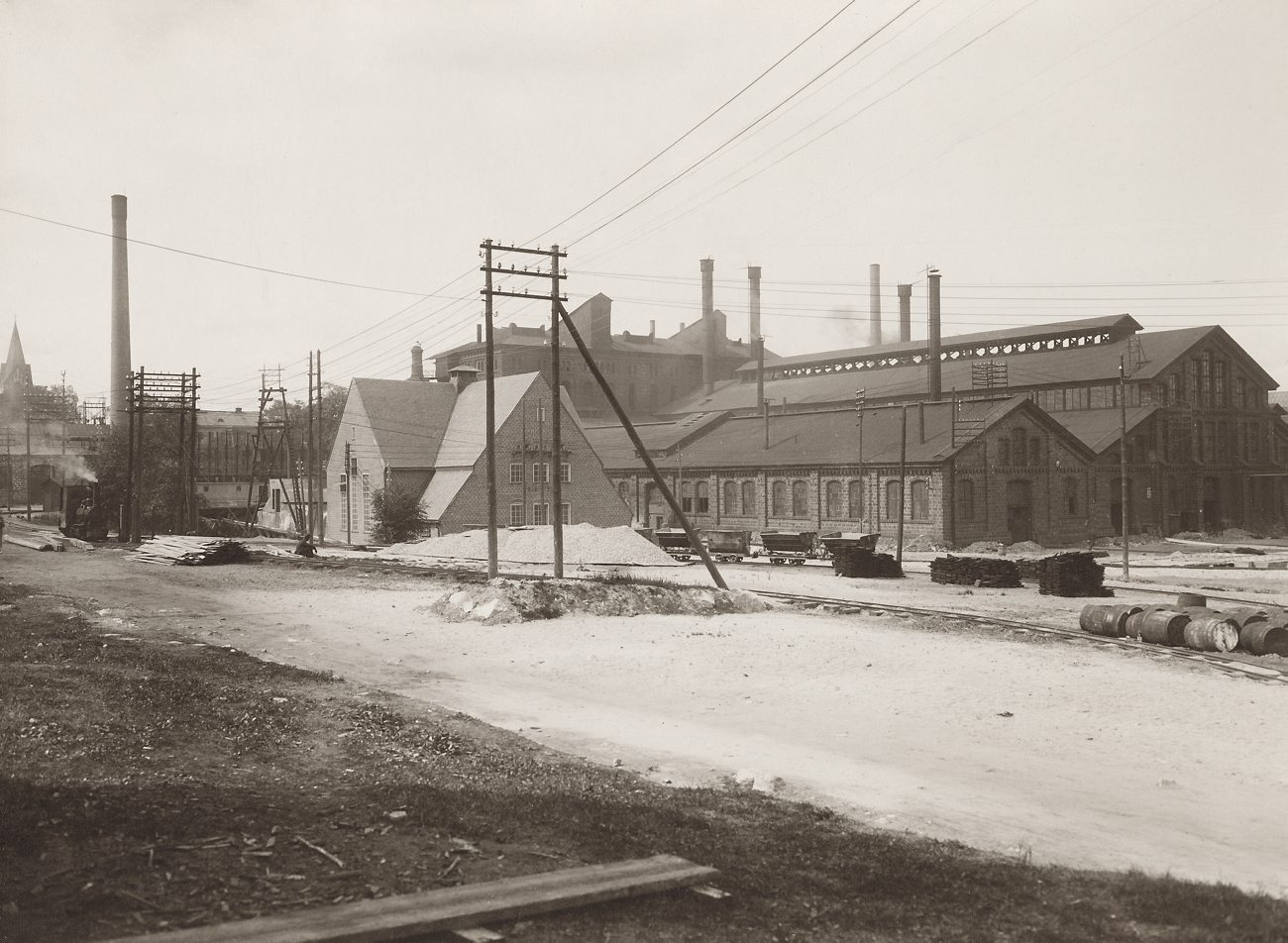
Kraftstation, martin- och valsverk.

Områdets industriella historia börjar med det kopparverk byggdes upp 1636. 1644 tillkom även ett myntverk. Kopparverket innebar ett uppsving för trakten och bidrog till att Avesta fick stadsprivilegier 1641 (vilka emellertid drogs in redan 1687). Myntverket drevs till 1831. Kopparverket lades ned 1869, då kopparhanteringen flyttades till Falun. På kopparverkets ruiner anlades på 1870-talet ett modernt järnverk av Avesta-Garpenberg AB. Den första masugnen togs i drift 1874. 
Till följd av en lågkonjunktur under halvan av 1870-talet gick företaget i konkurs 1879. 1883 övertogs driften av det nybildade Avesta Jernverks AB. Anläggningarna byggdes ut för att så småningom täcka ett stort område utmed Dalälven. Nybyggnationerna avtog en bit in på 1900-talet till följd av utrymmesbrist. Hyttan, som var äldsta delen av anläggningen, lades ned 1938. Parallellt började vissa delar av verksamheten istället att flytta till ett nytt industriområde sydöst om staden, vilket fick namnet Södra verken. Till följd av detta kom det gamla bruksområdet att benämnas Norra verken.

## Verket
År 1984 hade de sista delarna av järnverket flyttat, och en tid av förfall kom därefter. Avesta kommun köpte det 260 000 kvadratmeter stora området 1986. Sedan dess har de flesta av de gamla industrilokalerna rustats upp och inrymmer numera en blandning av industri- och tjänsteföretag. På 1990-talet inledde kommunen en kultursatsning vilken till följd att konsthallen Avesta Art startades 1995 i delar av den gamla hyttan. 
Därefter har även martinverket restaurerats, och senast själva masugnen som 2004 invigdes som en interaktiv upplevelsemiljö där järnframställningen skildras med ljus och bild. De olika delarna i av museet går under namn såsom Masugnshallen, Rostugnshallen och Martinhallen. I samband med den senaste utbyggnaden 2004 fick museet namnet Verket. Det gamla tunnplåtverket är ombyggd om till sporthallen Kopparhallen, och är Avesta Brovallen HF:s hemmaplan.

## Bilder

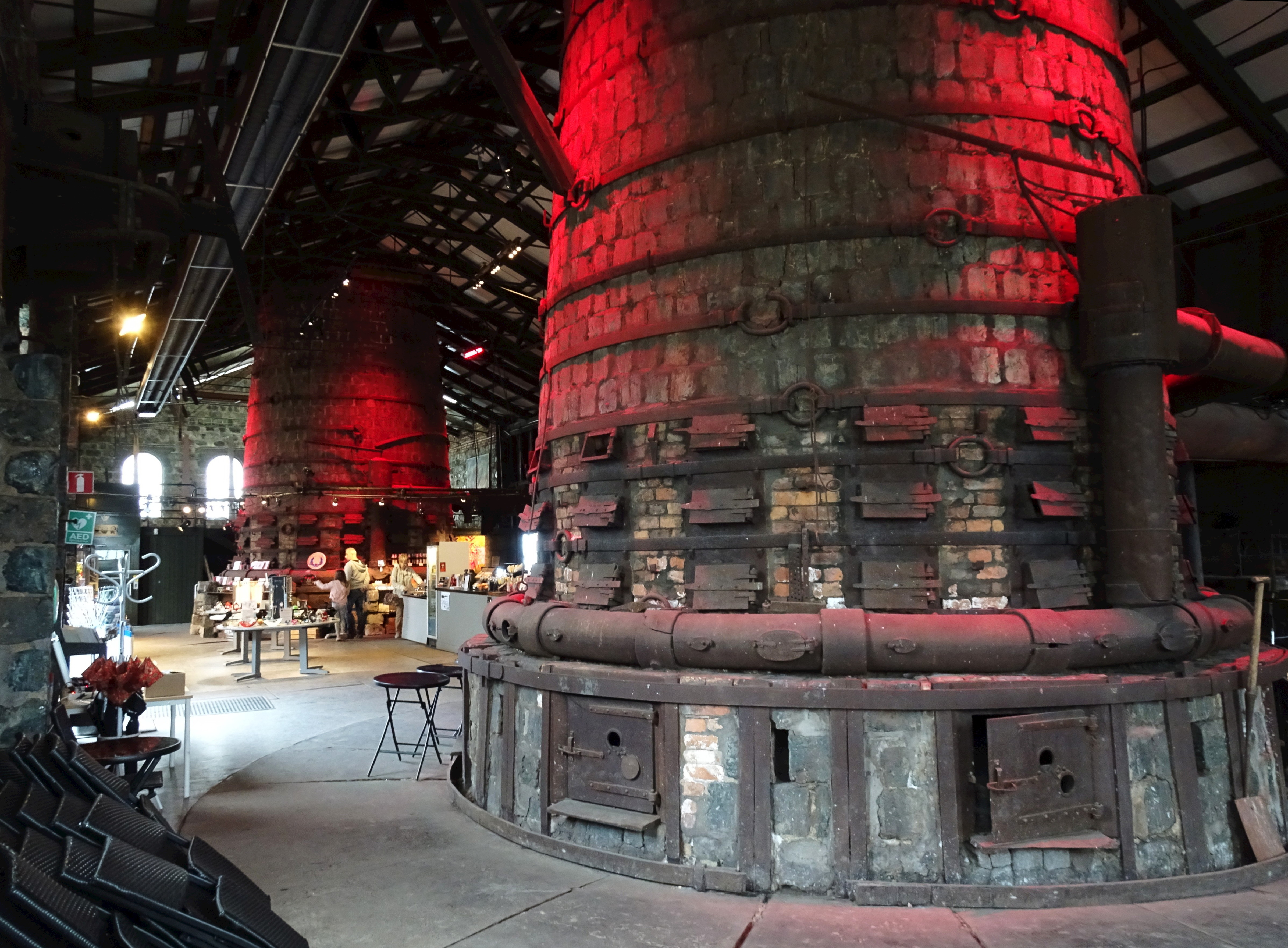
Verket, Rostugnar i Rosthuset
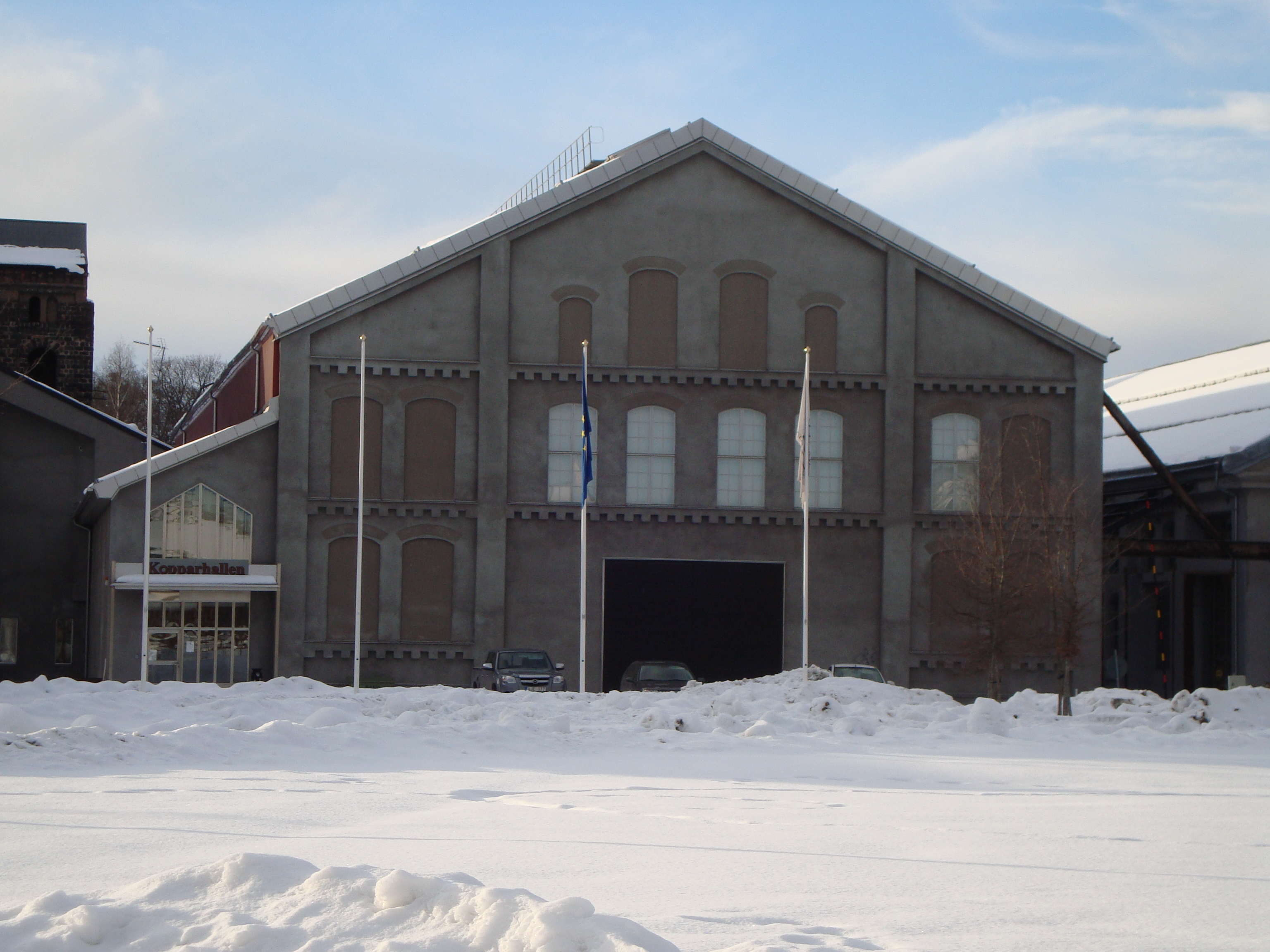
Sporthallen "Kopparhallen" inrymt i gamla tunnplåtverket
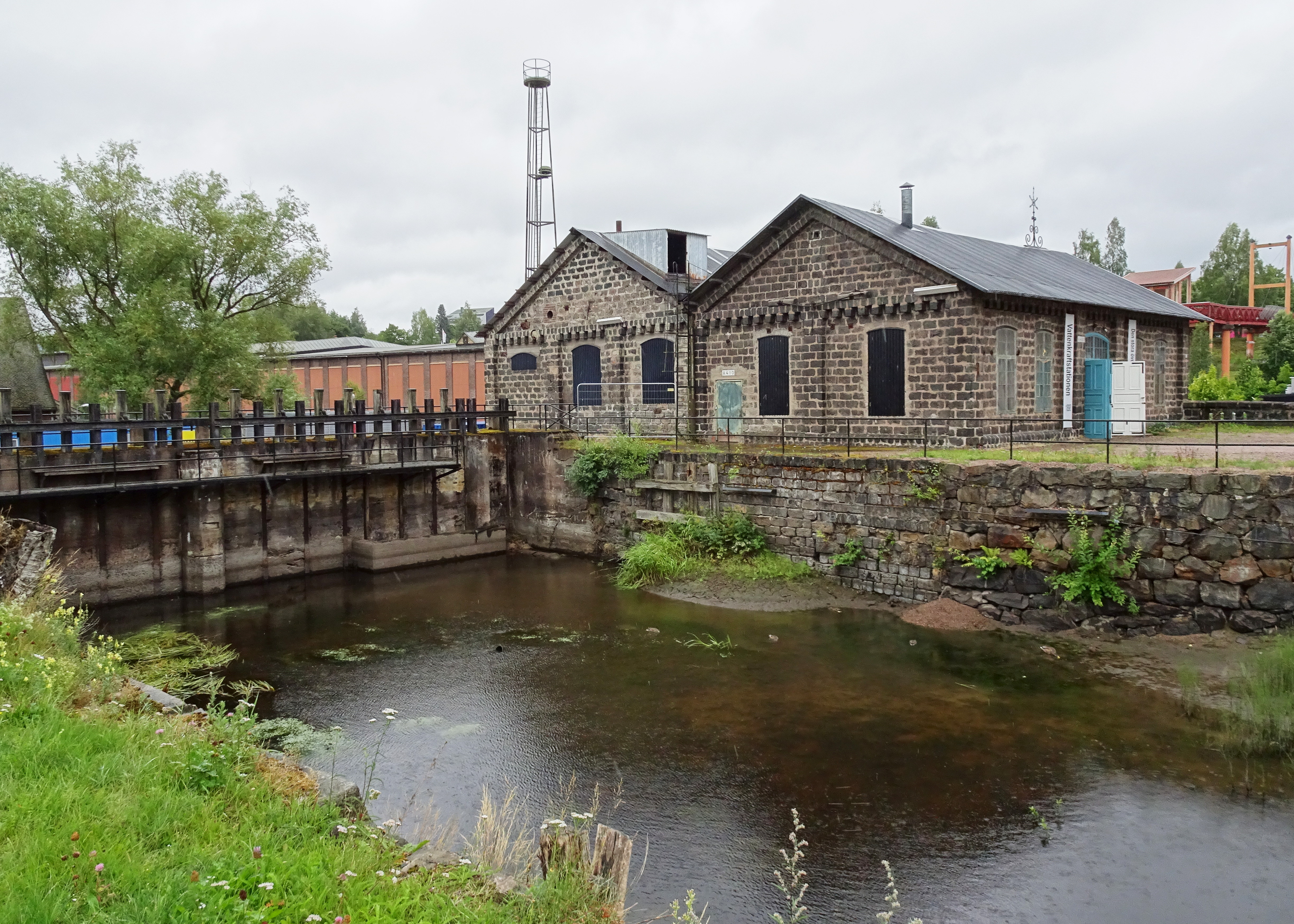
Första kraftstationen vid Stora brukskanalen, invigd 1898
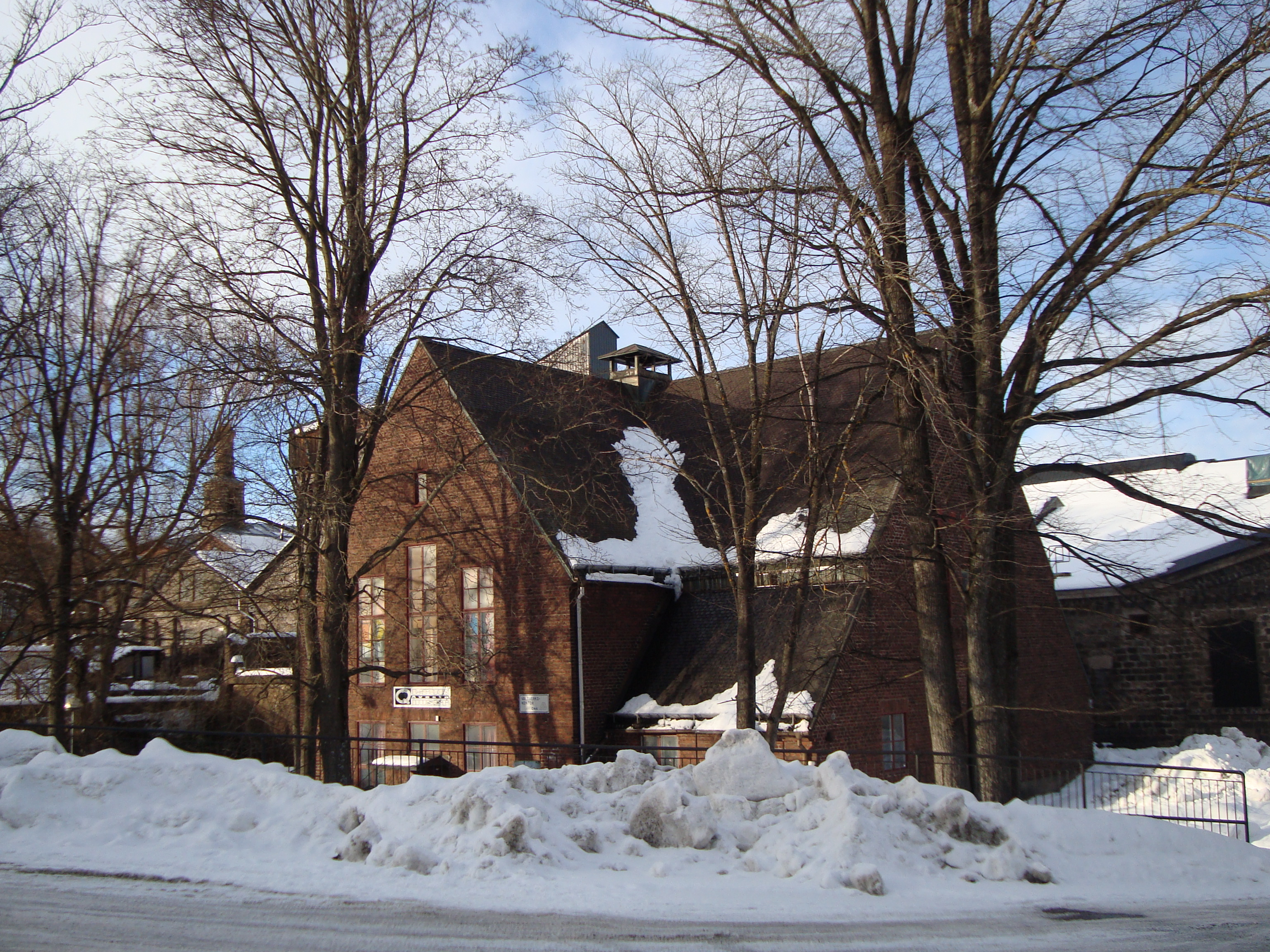
Andra kraftstationen vid Avesta Storfors, invigd 1918
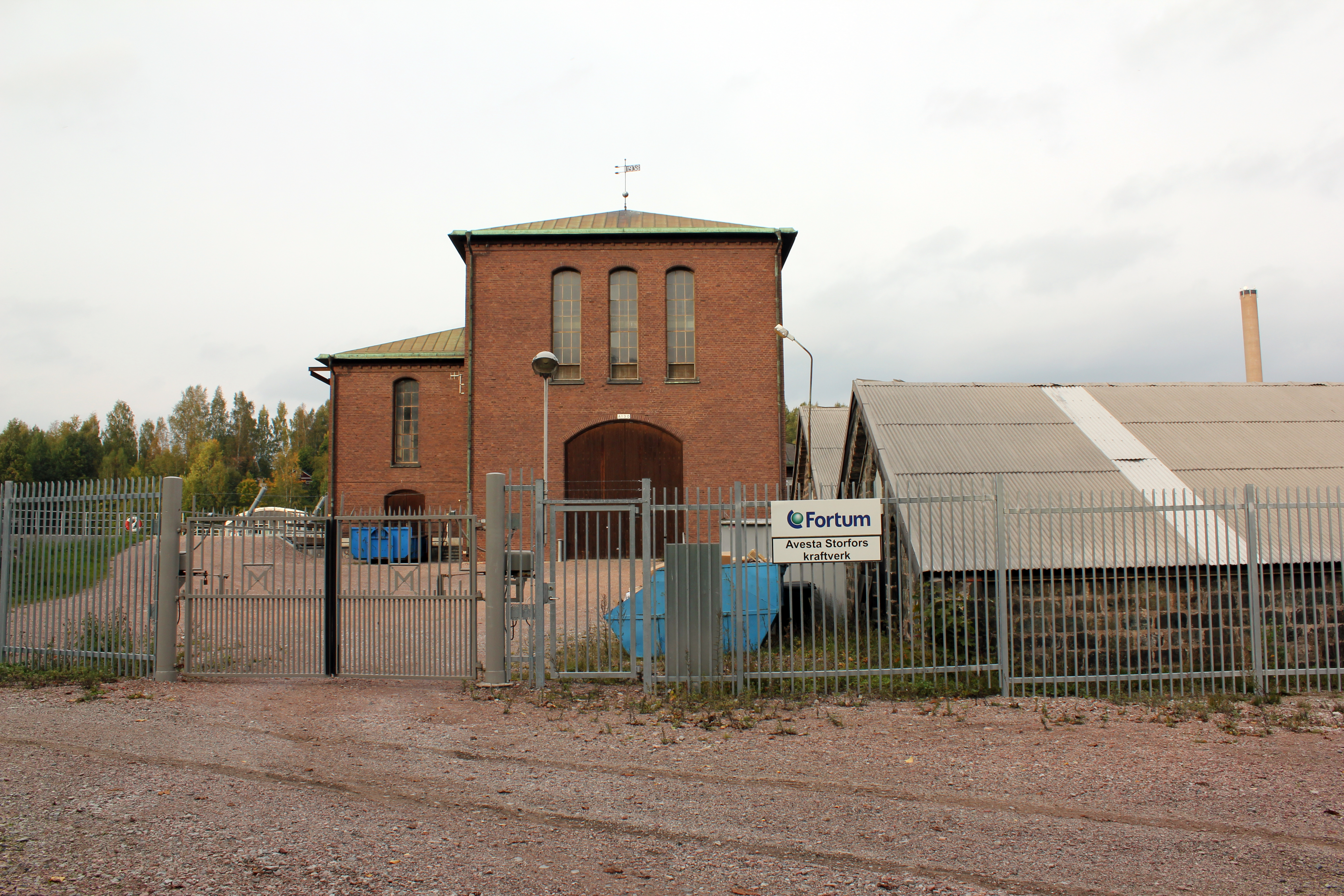
Nuvarande Avesta Storfors kraftverk, invigd 1931
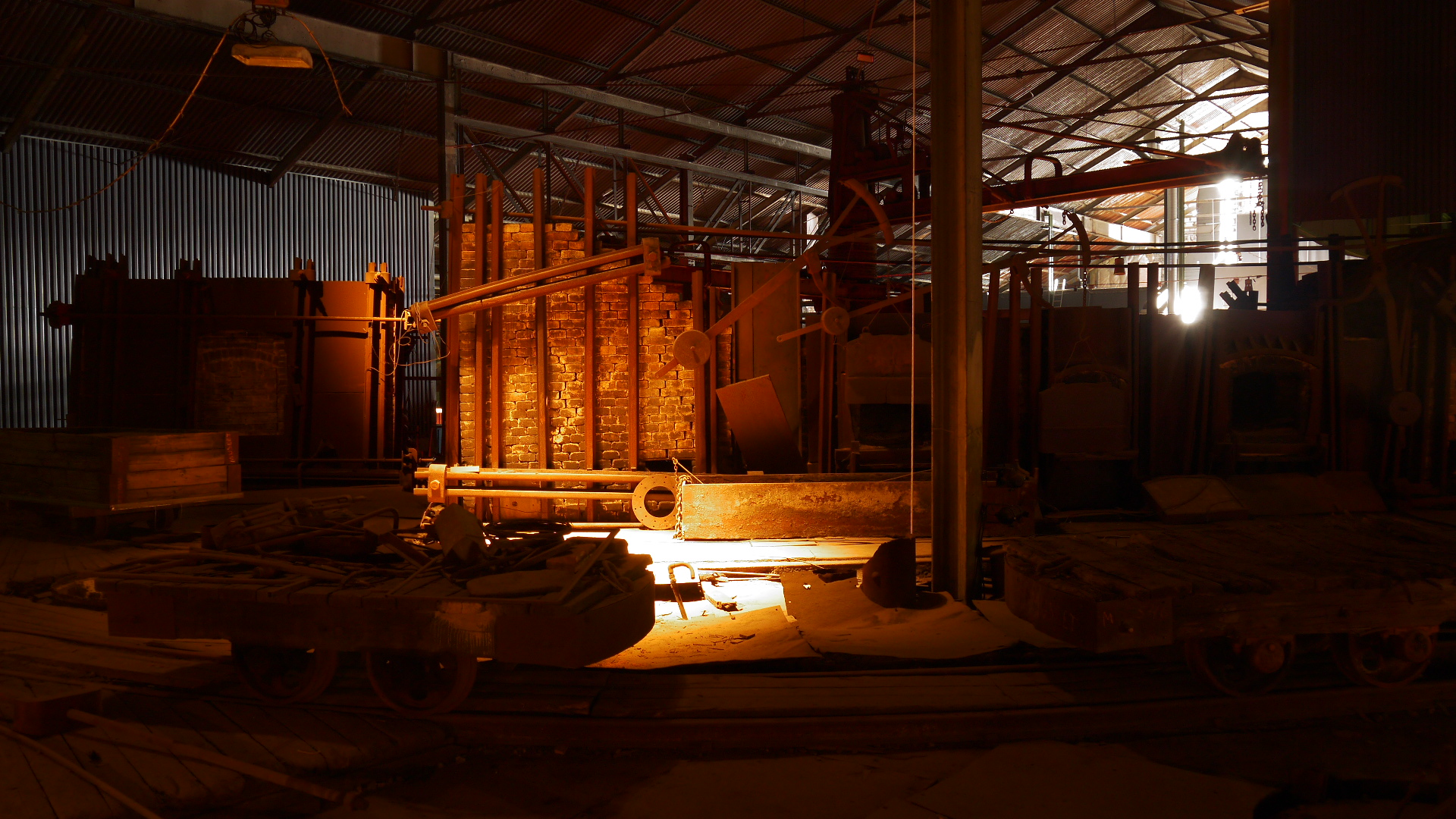
Verket Martinugn
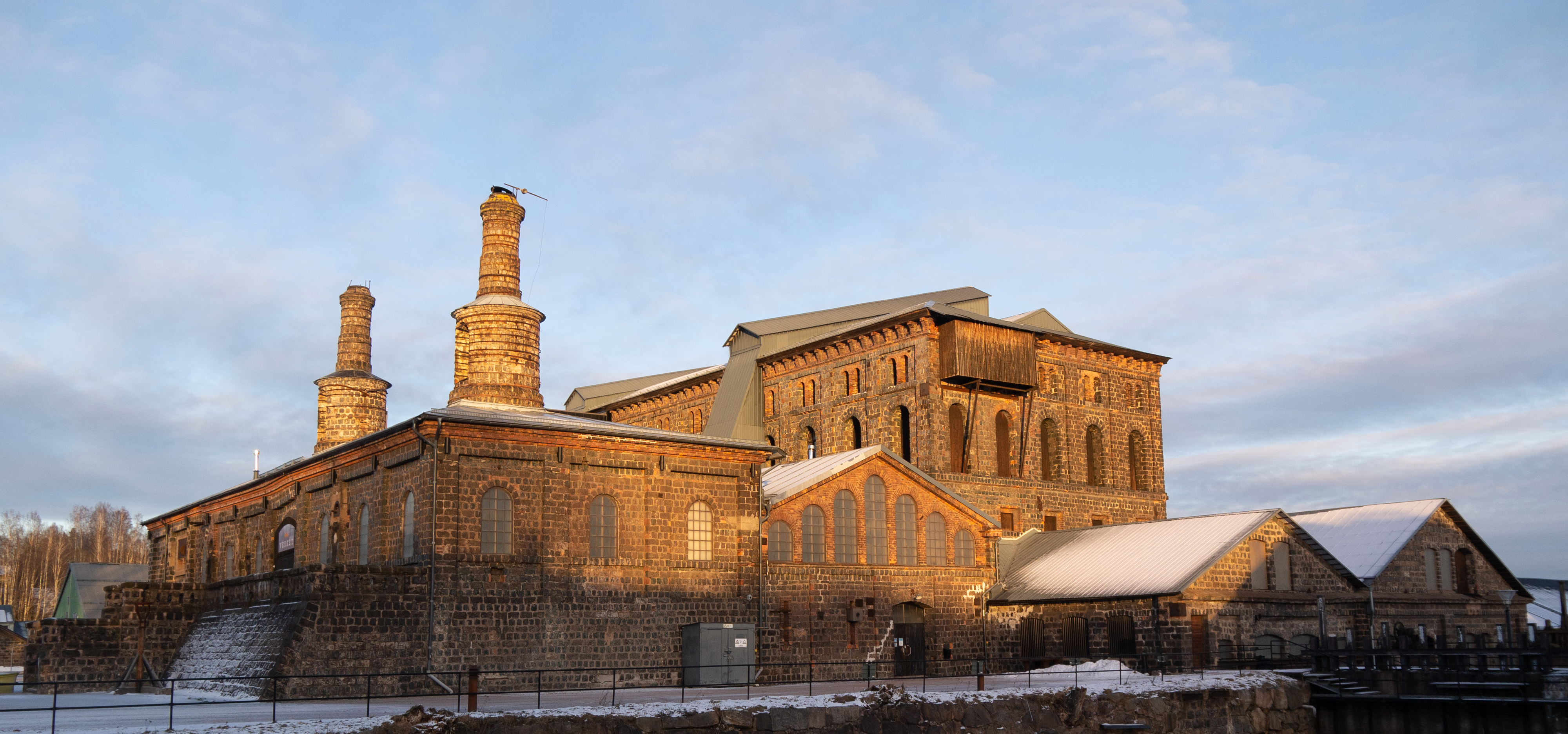
Verket
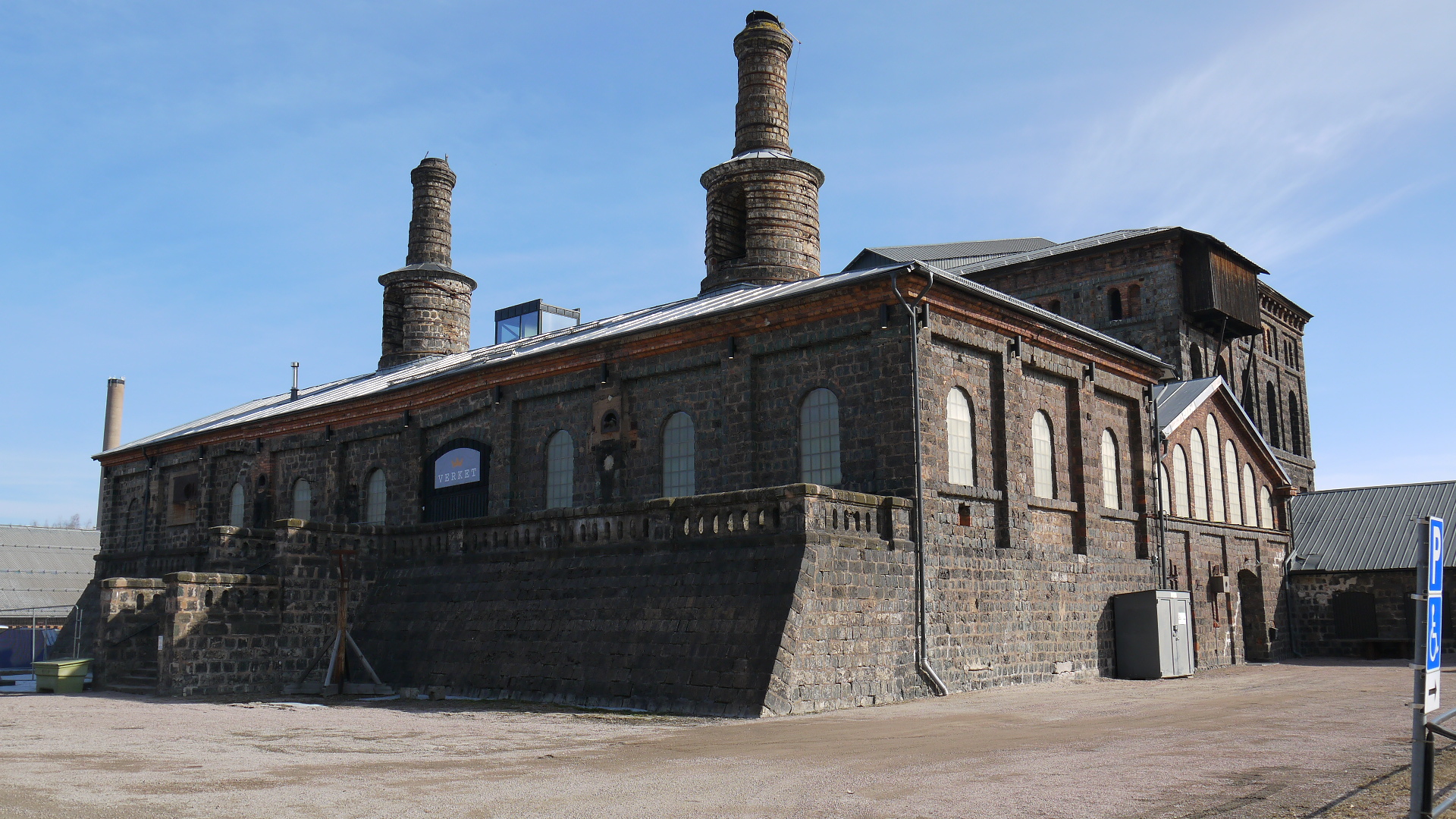
Verket-Det gamla järnbruket

## Avesta Storfors kraftverk
Vid Storforsen ligger Avesta Storfors vattenkraftverk som ägs av Fortum. Den nuvarande anläggningen uppfördes mellan 1929 och 1931 av Avesta Jernverk efter arkitekt Torben Gruts ritningar. Byggnaden är uppförd i mörkbrunt handslaget tegel under valmat koppartak. På taket sitter vindflöjlar märkta 1938, vilka troligtvis tillkom vid en ombyggnad. Kraftverket föregicks av två tidigare anläggningar från 1918 (även denna ritat av Torben Grut) respektive 1898. Dessa byggnader finns kvar, men har numera annan användning.

### Publikationer
- Max Jakobsson (2009). Från industrier till upplevelser : en studie av symbolisk och materiell omvandling i Bergslagen. http://oru.diva-portal.org/smash/record.jsf?pid=diva2:235021.